# Federico Urales
Federico Urales de son vrai nom Joan Montseny i Carret (ou en castillan Juan Montseny Carret), né le 19 août 1864 à Reus (Espagne) et mort le 12 mars 1942 à Salon-de-Vergt, est un ouvrier tonnelier, syndicaliste puis pédagogue, éditeur, journaliste, écrivain et dramaturge libertaire espagnol.
Partisan d’un « anarchisme communaliste », il est influencé à la fois par l'anarchisme individualiste et par le communisme libertaire.
En 1896, il est impliqué dans le procès de Montjuïc (es) et obligé de s'exiler à l'étranger.
En 1897, il rentre en Espagne et fonde à Madrid, en 1898, La Revista Blanca et Tierra y Libertad.
Marié à Soledad Gustavo (Teresa Mañé Miravet), il est le père de la future ministre anarchiste Federica Montseny.

## Biographie

### Jeunesse
Fils d'un potier, ouvrier tonnelier, il rejoint très jeune le mouvement ouvrier.
En 1885, il adhère au Parti socialiste ouvrier espagnol avant de rejoindre, en 1887, le groupe anarchiste Centro de Amigos de Reus.
Syndicaliste, il est le secrétaire de la section de tonneliers de la Federación Obrera Comarcal et de la Federación Catalana, puis secrétaire général de la Federación de Toneleros de España  en 1888.
Enseignant depuis 1891, il se marie, lors d'une cérémonie civile, avec Teresa Mañé Miravet (Soledad Gustavo) et anime avec elle, à partir de 1892, une école laïque à Reus.

### Bannissement et exil
Arrêté en 1891, 1892 et 1893 pour ses activités de propagandiste anarchiste, il est inculpé en 1896, lors du procès de Montjuïc (es) et condamné au bannissement.
Il s'exile à Londres et à Paris. En juin 1897, il retourne illégalement à Madrid sous la fausse identité de Federico Urales et organise une campagne d'opinion pour obtenir la révision du procès de Montjuïc.

### Journaliste et militant libertaire

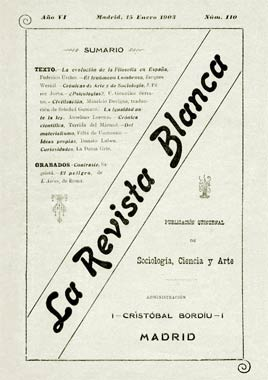
La Revista Blanca, 15 janvier 1903.

Il collabore alors comme rédacteur au journal El Progreso animé par Alejandro Lerroux, avant de fonder La Revista Blanca en 1898 et Tierra y Libertad en 1899, reprenant le titre de la revue qu'il a publié à Barcelone entre 1888 et 1889. Ces publications rencontrent un succès public important et la reconnaissance des milieux intellectuels de l'époque.
En 1906, il prend la défense de Francisco Ferrer, accusé d'avoir incité Mateo Morral à poser une bombe lors du mariage du roi Alfonso XIII. Partisan de la pédagogie libertaire, il publie en 1905, Sembrando flores aux éditions de l'Escuela moderna.
Bien que critique envers l'action purement syndicale, il croise les militants de la Confédération nationale du travail fondée en 1910.
Durant la Première Guerre mondiale, il se rallie au Manifeste des Seize qui prend parti pour le camp des Alliés et contre l’« agression allemande ».
De 1923 à 1930, durant la dictature de Primo de Rivera, il vit à Barcelone et obtient l'autorisation de publier à nouveau La Revista Blanca, qui est alors particulièrement critique des syndicats de la CNT. Il y relaie, à partir de 1930, la campagne de la Fédération anarchiste ibérique contre les signataires du Manifeste des Trente (Manifiesto de los Treinta ou trentisme) dont Ángel Pestaña et Joan Peiró

### Romancier populaire
Parallèlement à la publication de La Revista Blanca, il fonde les deux collections de romans populaires La Novela Idéal (1925-1937) et La Novela Libre (1929-1937), pour lesquelles il écrit de nombreuses histoires courtes,.
Selon l'historien Jacques Maurice : « Trois militants libertaires de renom, Federico Urales, Soledad Gustavo et leur fille Federica Montseny, mettent leur plume et leur sens commercial au service de l'idéal qu'ils professent en créant la collection de romans « brefs » (32 p.), La Novela Ideal : plus de six cents titres entre 1925 et 1935. Le père et la fille, qui figurent parmi les huit collaborateurs permanents, en écriront 136 à eux deux. La collection a aussi bénéficié de 159 auteurs occasionnels. »
En janvier 1931, il fonde l'hebdomadaire El Luchador, revue théorique et idéologique où il défend un anarchisme individualiste matiné de municipalisme libertaire.
Il participe à la révolution sociale espagnole de 1936 et se réfugie en France en 1939. Le gouvernement collaborationniste de Vichy l'assigne à résidence à Salon-de-Vergt (24380) où il meurt le 12 mars 1942.

## Œuvres
Il contribue à de nombreuses publications de la presse libertaire dont La Anarquía, La Bandera Roja, El Porvenir del Obrero, El Productor, sans oublier celles qu'il a dirigé comme La Revista Blanca, Tierra y Libertad et El Luchador.
Par ses nombreux nouvelles et romans, il contribue à l'émergence d'une littérature ouvrière anarchiste.
Quelques ouvrages significatifs
- Sembrando flores, Hospitalet de Llobregat, Barcelone, Escuela Moderna, 1905, (OCLC 765692211). Réédition par le Fomento de la Cultura Libertaria, Paris, 1974. Couverture de Madeleine Lamberet.
- El Sindicalismo Español y su orientación, 1923.
- La anaquía al alcance de todos, Barcelone, 1928.
- Mi vida, Barcelone, Revista blanca, 1931, (OCLC 62611374).
- El ideal y la revolución, 1932.
- La evolución de la filosofía en España, 2 volumes, Barcelone, 1932[7].
- Aventuras de un perseguido politico, Toulouse, Éditions Universo, 1951, (OCLC 800817819).
- El Castillo Maldito - Tragedia basada en el proceso de Montjuich, Étude préliminaire de Lucienne Domergue et Marie Laffranque, Presses Universitaires du Mirail, 1992, extraits en ligne.
- Cuentos de Amor. Y otros cuentos anarquistas en la revista blanca 1898-1905, Presses Universitaires du Mirail, 2003,  (ISBN 978-2858166664), (OCLC 469937971).